# بوب هازل
بوب هازل (بالإنجليزية: Bob Hazell)‏ هو لاعب كرة قدم بريطاني في مركز الدفاع، ولد في 14 يوليو 1959 في كينغستون في جامايكا. شارك مع منتخب إنجلترا تحت 21 سنة لكرة القدم. أما مع النوادي، فقد لعب مع بورت فايل وكوينز بارك رينجرز وليستر سيتي ونادي ريدنغ ونادي لوتون تاون ووولفرهامبتون واندررز.